# Departamento Oberá
Oberá es uno de los 17 departamentos en los que se subdivide la provincia de Misiones (Argentina). Ubicado en el sureste, limita con el departamento San Ignacio, el departamento Cainguás, el departamento 25 de Mayo, el departamento San Javier, departamento Leandro N. Alem, el departamento Candelaria y con la República Federativa del Brasil, separada por el río Uruguay.
El departamento tiene 1564 km²: 5,2 % del total de la provincia.

## Origen del nombre
Yerbal Viejo, primer asiento poblacional, cambió su nombre en memoria del famoso cacique guaraní “Oberá” (el que brilla). Originario que al decir de la tradición, brillaba por coraje indómito.
La creación del Departamento, el 26 de diciembre de 1956, tomó el nombre de Oberá porque era el de mayor número de habitantes.

## Aspecto físico
El relieve presenta sus elevaciones en la Sierra del Imán o Itacuará, que sirve de divisoria a los arroyos afluentes del Yabebiry y de los que se dirigen a los arroyos Chico Alférez, Once Vueltas.
Al norte se destaca la mayor altura en los llamados Cerros Chapá de 401 m s. n. m., donde se inicia la Sierra de Misiones.
La altura disminuye hacia el río Uruguay, por ejemplo la localidad de Panambí (en guaraní, mariposa) está a 90 m s. n. m.

## Clima
Las condiciones meteorológicas reflejan estas diferencias de alturas en el Departamento. Veamos: 
Panambí registra una temperatura media de 25,7 °C en enero y de 15,2 °C en julio, con una precipitación media anual de 1.520 mm.
Mientras que la ciudad de Oberá a 340 msnmar, registra en enero una temperatura media de 24 °C y en julio de 14 °C, con una precipitación media anual de 1800 mm.

## Hidrografía
Entre los arroyos que nacen o recorren el territorio del departamental están los que se dirigen hacia el río Paraná, por ejemplo el arroyo Yabebiry (se origina en la cercanía de la ciudad de Oberá) y los subafluentes de su margen derecha: los arroyos Grande, Soberbio y Chapá; entre los subafluentes de la margen izquierda se encuentra el arroyo Salto que a 10 km de la ciudad de Oberá, forma una atractiva caída de agua en campos del Sr. Berrondo, de allí el nombre de Salto Berrondo que cuenta con servicios e infraestructura turística para el visitante.

## Riquezas naturales
Fitogeográficamente el Departamento, queda comprendido en la formación de la Selva Misionera, cuya línea llega a Oberá, desde donde se dirige hacia el río Uruguay, y en la zona de transición con la formación de la “Zona de Campo”.

## Población
Su población fue de 121 701 habitantes, según el censo 2022 (INDEC) frente a los 107 501 habitantes (Indec,2010) del censo anterior, lo que representó un incremento del 19,8% mayor al crecimiento provincial que fue del 13,2%.Estos datos le valieron tener la segunda mayor población y densidad de la provincia.
Su población recibió el aporte masivo de inmigrantes, en su gran mayoría europeos, seguidos por brasileños (principalmente de origen europeo y japonés), paraguayos, árabes, japoneses, bolivianos y otros. Por esa característica la ciudad de Oberá, fue declarada Capital Nacional del Inmigrante, celebrándose en el mes de septiembre de cada año, la ya tradicional Fiesta Nacional del Inmigrante, donde las colectividades muestran sus costumbres ancestrales mediante usos sociales, vestimentas, músicas, bailes, comidas y bebidas típicas.